# Шапкинка
Шапкинка — река в России, протекает в Республике Татарстан. Левый приток реки Ата.
Длина реки составляет 12 км. Протекает в центральной части Алькеевского района.
Исток в 2,5 км к юго-западу от села Чувашское Шапкино. От истока течёт к селу, затем поворачивает на юго-восток. Протекает через посёлок Новая Сихтерма и впадает в реку Ата в 12 км от её устья, в 1,3 км к западу от села Старая Хурада.
В жаркую погоду частично пересыхает. Имеются насыпные дамбы, пруды на реке и притоках, два моста в селе Чувашское Шапкино на автодороге Кошки — Базарные Матаки.
В бассейне также находится деревня Татарское Шапкино.

## Данные водного реестра
По данным государственного водного реестра России относится к Нижневолжскому бассейновому округу, водохозяйственный участок реки — Большой Черемшан от истока и до устья. Речной бассейн реки — Волга от верхнего Куйбышевского водохранилища до впадения в Каспий.
Код водного объекта в государственном водном реестре — 11010000412112100005213.